# Vlastivědné muzeum v Olomouci
Vlastivědné muzeum v Olomouci je muzeum zaměřené na historii a místopis středomoravského regionu. Jeho zřizovatelem je Olomoucký kraj a kromě hlavního sídla v Olomouci spravuje také zámek v Čechách pod Kosířem a Arboretum Bílá Lhota.

## Historie
Muzeum vzniklo v roce 1883, kdy byl založen Vlastenecký spolek muzejní, který současně zřídil své spolkové muzeum, jako první české muzeum na Moravě.
Hlavními zakladateli muzea, kromě jiných byl významný archeolog a antropolog Jindřich Wankel (1821–1897), spisovatel a vlastivědný pracovník Jan Havelka (1839–1886), slezský buditel a historik Vincenc Prasek (1843–1912), a také vlastenecký kněz a etnograf Ignát Wurm (1825–1911).
Rokem 1924 došlo v hanácké metropoli ke zřízení Muzea hlavního města Olomouce, v němž byla sloučena tři muzea působící v Olomouci: Umělecko-průmyslové (založené v roce 1873), Historické muzeum (založené v roce 1879) a Přírodovědné muzeum (založené v roce 1908). Roku 1951 se Muzeum hlavního města Olomouce spojilo s Muzeem Vlastivědného spolku muzejního, a tak vzniklo dnešní Vlastivědné muzeum.
Nejdříve se ale nazývalo Studijní a lidovýchovný ústav kraje Olomouckého (SLUKO) a postupně měnilo svůj název na:
- 1956 – Krajské vlastivědné muzeum
- 1959 – Krajské vlastivědné středisko
- 1960 – Vlastivědný ústav v Olomouci
- 1979 – Krajské vlastivědné muzeum v Olomouci
- 1990 – Vlastivědné muzeum v Olomouci

## Hlavní budovy
Muzeum disponuje dvěma objekty pro výstavy. Klášter klarisek byl v Olomouci založen ve 40. letech 13. století (podle pověsti Kunhutou ze Žerotína) vedle špitálu sv. Ducha na Předhradí. Listinou, která byla vložena do základního kamene při barokní přestavbě kláštera byl konvent dostavěn již roku 1250. První písemná zmínka o olomouckém klášteře klarisek pochází až z roku 1298 z listiny krále Václava II. Klášter byl původně vybudován ve stylu rané gotiky a do vypuknutí husitských válek minimálně jednou přestavěn.
Klášterní kostel sv. Kláry, s hlavní lodí převyšující polygonální presbytář, vysokými sedlovými střechami a vstupem z náměstí, stával na místě dnešního kostela Velký sál. Klášterní komplex byl původně tvořen budovami obklopujícími dvě nádvoří. První byl obdélný rajský dvůr v sousedství kostela sv. Kláry a druhý malý dvůr nepravidelného tvaru na severní straně komplexu.
Tyto budovy spolu s jezuitským konviktem (dnes Umělecké centrum UP), budovou koleje (dnes Vojenský správní archiv) a kostelem Panny Marie Sněžné tvořila školní budova tzv. olomouckou jezuitskou čtvrť. Po zrušení jezuitského řádu roku 1773 byla využívána c. k. studijním fondem, od roku 1879 se stal vlastníkem objektu vojenský erár. Teprve roce 1959 získalo budovu do své správy Vlastivědné muzeum v Olomouci, které do ní umístilo muzejní sbírky a část odborných pracoven.

## Expozice
Odbornou činnost zabezpečují v současnosti dva ústavy, Historický a Přírodovědný. Od roku 2004 probíhá v muzeu také výuka Univerzity třetího věku při Univerzitě Palackého v Olomouci.
V roce 2012 byly veřejnosti zpřístupněny nově zrekonstruované expozice: Olomouc – patnáct století města a Příroda Olomouckého kraje (dvě části: Geologické poměry a Krajinné prvky od nížin po vysokohorské prostředí), která je doplněná interaktivními prvky, kde si kousky přírody Olomouckého kraje mohou návštěvníci nejen důkladně prohlédnout, ale i vyzkoušet, osahat nebo se do nich zaposlouchat. Interaktivními prvky a použitou technikou se jedná v současné době o nejmodernější přírodovědnou expozici v České republice. Mezi dalšími stálými expozicemi najdeme v České republice zcela ojedinělou "živou" sezónní expozici botanické podsbírky Vlastivědného muzea (Banka semen ohrožených druhů rostlin) nazvanou Ohrožené druhy rostlin a tři expozice zpřístupněné veřejnosti od roku 2013: Olomoucká univerzita / Universitas Olomucensis, Galerie osobností Olomouckého kraje a Příběh kamene (expozice geologie, archeologie a lapidária, umístěná ve sklepních prostorách bývalé školní budovy jezuitské univerzity). Kromě stálých expozic si návštěvníci mohou také prohlédnout v prostorách muzea přibližně dvacet krátkodobých výstav ročně.
Celkový sbírkový fond muzea činí v současné době téměř milion položek. Architektonický vývoj v regionu dokládá sbírka místopisné malby, kresby a grafiky a také lapidárium, umístěné v bývalé kryptě kostela Panny Marie Sněžné. V muzejní knihovně s více než 70 000 svazky se nachází soubory rukopisů a starých tisků v počtu více než 2 000 svazků. Součástí Vlastivědného muzea v Olomouci je od roku 1965 i Arboretum Bílá Lhota, národní přírodní památka.

### Hlavní zaměření
- archeologie
- dějiny umění
- numismatika
- etnografie
- kartografie
- hudba
- lékařství a lékárenství
- military
- průmyslu, obchodu a řemesel
- mineralogie
- geologie
- zoologie
- paleontologie
- lapidárium
- botanika a mnoho menších sbírek

### Stálé expozice
- Olomouc – patnáct století města
- Příroda Olomouckého kraje
- Ohrožené druhy rostlin
- Příběh kamene
- Galerie osobností Olomouckého kraje
- Olomoucká univerzita / Universitas Olomucensis
- Arboretum Bílá Lhota

## Ocenění
V červnu 2012 muzeum obdrželo Cenu města Olomouce za počin roku 2011 v oblasti kultura, a to aktivity v rámci 80. narozenin Jiřího Suchého. V květnu 2018 pak obdrželo totéž ocenění za rok 2017 za uspořádání výstavy František Josef I. v Olomouci.